# اف تی ای ماکسیمال
شرکت اف تی ای ماکسیمال، در سال ۱۹۶۵ در شهری به نام Muhlacker در آلمان تشکیل شد، اساس کار این شرکت بر پایه ارائه محصولات و تجهیزات دریافت سیگنال‌های تلویزیونی و ماهواره‌ای می‌باشد. این شرکت با حدود ۴۰ نفر کارمند، کار خود را شروع کرد و توانست در دهه ۸۰ وارد بازارهای اروپایی شود و نقش به سزایی در فروش تجهیزات آنتن مرکزی اس‌ام‌ای‌تی‌وی و مباحث دریافت سیگنال‌های ماهواره‌ای داشته باشد. بعد از گذشت ۴۲ سال، این شرکت توانست در عرصه بین‌المللی هم همانند کشورهای اروپایی بازار وسیعی برای خود ایجاد و با ارائه تجهیزات یکپارچه و با کیفیت بالا نامی برای خود دست و پا نماید. این شرکت در کشورهای ایتالیا، اسپانیا، امارات متحده عربی و پرتقال شعب مرکزی تشکیل داده و هسته اصلی خود را در کشور اسپانیا و شهر بارسلونا بنا نهاده‌است. همچنین این شرکت توانست از سال ۲۰۰۶ به عضویت شرکت هولدینگ سند مارتین که یکی از بزرگترین شرکت‌های دنیا در زمینه تجهیزات ماهواره‌ای است، در بیاید.

## محصولات
محصولات این شرکت را عموماً، کابل‌های کواکسیال با جدول افت مشخص، تقویت کننده‌های واید باند و مولتی باند، میکسرها، آنتن‌های گیرنده وی‌اچ‌اف و یواچ‌اف، پریزهای ته خطی در سیستم آنتن مرکزی و تجهیزات دریافت کننده سیگنال‌های ماهواره‌ای تشکیل می‌دهند.
در زیر به برخی از محصولات این شرکت اشاره شده‌است:
- کابل کواکسیال
- آنتن
- کانکتور و مبدل
- تقویت کننده[۲]
- توزیع کننده
- پریز
- مدولاتور[۳]
- میکسر
- آنالایزر[۴]